# روحي البعلبكي
روحي منير البعلبكي (1947-) هو أستاذ حقوق الإنسان والقانون العام في كلية الحقوق والعلوم السياسية والإدارية في الجامعة اللبنانية، والأمين العام السابق لاتحاد الكتاب والأمين العام السابق لاتحاد الكتاب اللبنانيين، وعضو اللجنة المشرفة على رسائل الدكتوراه في موضوعات حقوق الإنسان في المعهد الدولي للدراسات العليا في العلوم الجنائية في سيراكوزا (إيطاليا)، ورئيس فرع لبنان في الجمعية الدولية للقانون الدولي في لندن، وعضو في جمعية دراسات الشرق الأوسط في ولاية أريزونا الأميركية.
ألف روحي البعلبكي «المورد الثلاثي»: عربي إنكليزي فرنسي عن دار العلم للملايين. وألّف أيضا «المورد المفهرس لألفاظ القرآن الكريم» وهو معجم مفهرس الفبائي بالرسم القرآني وبالعلامة الإعرابية. وموسوعة روائع الحكمة والأقوال الخالدة.

## حياته
وُلد روحي منير البعلبكي في بيروت عام 1947، ووالده هو الكاتب منير البعلبكي، وأخوه رمزي البعلبكي، وابنه رمزي روحي البعلبكي. حصل روحي على شهادة الدروس الابتدائية من المدرسة الأهلية في بيروت، ثم شهادة الدروس الثانوية من الإنترناشونال كولدج في بيروت. وكان قد حصل على إجازة في الحقوق من كلية الحقوق والعلوم السياسية والإدارية بالجامعة اللبنانية، ودبلوم الدراسات العليا في القانون العام، كلية الحقوق والعلوم السياسية والإدارية بالجامعة اللبنانية، ودكتوراه دولة في القانون الدولي العام، كلية الحقوق بجامعة هارفرد، كيمبردج، بوسطن، ماساتشوستس، الولايات المتحدة الأميركية، وكلية الحقوق والعلوم السياسية والإدارية بالجامعة اللبنانية، بيروت.
عمل أستاذًا للقانون العام في كلية الحقوق والعلوم السياسية والإدارية بالجامعة اللبنانية في بيروت، وهو مدير عام مؤسسة «دار العلم للملايين» للنشر والتأليف والترجمة، بيروت.

## المؤلفات
من مؤلفاته:
- معجم "المورد العربي"، قاموس اللغة العربية المعاصرة مع كل المترادفات
- معجم "المورد عربي – إنكليزي"
- معجم "المورد الوسيط عربي- إنكليزي"
- معجم "المورد القريب عربي – إنكليزي"
- معجم "المورد الميسر عربي – إنكليزي"
- معجم "المورد الصغير عربي – إنكليزي"
- معجم "المورد الثلاثي عربي - إنكليزي – فرنسي"
- معجم "المورد الثلاثي للطلاب عربي – إنكليزي – فرنسي"
- معجم "المورد المرئي إنكليزي - عربي - فرنسي – إسباني" (ردمك 978-9953-9024-8-7)
- معجم "المورد المصور للطلاب إنكليزي - إنكليزي – عربي"
- معجم "المورد المفهرس لألفاظ القرآن الكريم"
- معجم "المورد عربي -  إيطالي"
- معجم "المورد عربي – إسباني"
- معجم "المورد عربي – ألماني"
- كيف تكتب رسائلك بالإنكليزية
- موسوعة روائع الحكمة والأقوال الخالدة (ردمك 978-9953-95-601-5)
- معجم روائع الحكمة والأقوال الخالدة
- سلسلة ألف ليلة وليلة
- سلسلة المكتب العلمي للتأليف والترجمة

### الترجمات
- آخر مئة يوم للاتحاد السوفياتي
- اليوغا تطيل عمرك
- الحملات الأميركية على شمالي إفريقيا
- الفن الإسلامي